# Footlights

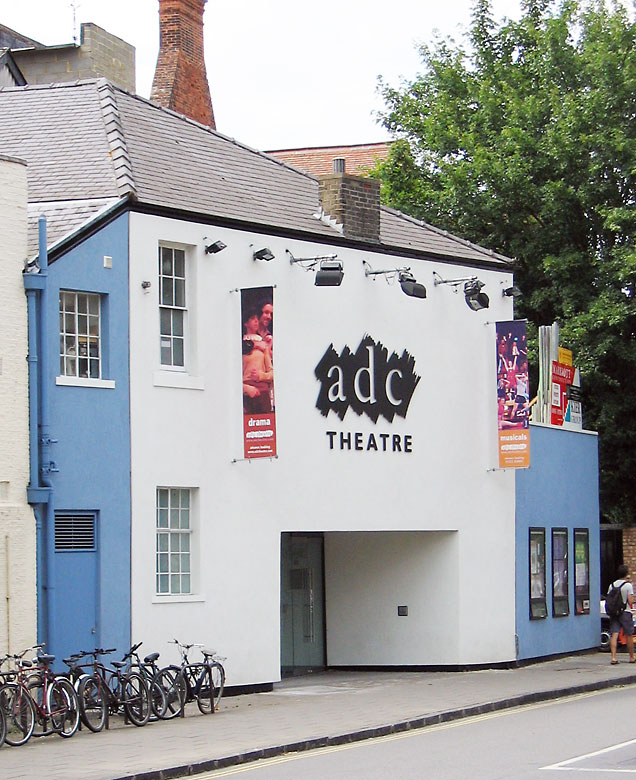
ADC Theatre, siedziba Footlights

Footlights (pełna nazwa: Cambridge University Footlights Dramatic Club) – brytyjski amatorski teatr studencki, znany z dużej liczby członków, którzy zostawali później znanymi artystami teatralnymi, telewizyjnymi i filmowymi. Stałą siedzibą grupy jest ADC Theatre w Cambridge. Obiekt ten jest własnością Uniwersytetu, zaś jego sala może pomieścić 227 osób.
Powstał w 1883, ale ogólnokrajową renomę zyskał dopiero w latach 60. XX wieku, kiedy to stał się sceną słynącą z występów znakomitych komików i satyryków młodego pokolenia. Przez wiele lat jego członkami mogli być wyłącznie studenci Uniwersytetu Cambridge. Obecnie prawo to rozszerzono również na osoby pobierające naukę w drugiej mającej siedzibę w Cambridge państwowej uczelni – Anglia Ruskin University.

## Członkowie
Najbardziej znanymi spośród byłych członków grupy są m.in.:
- Donald Hewlett
- Graham Chapman
- John Cleese
- Eric Idle
- Stephen Fry
- Germaine Greer
- Hugh Laurie
- Charles Shaughnessy
- Emma Thompson